# 鴨母坑
鴨母坑，臺灣客家話口語上稱為鴨嫲坑，是臺灣苗栗縣西湖鄉的一個傳統地域名稱，位於該鄉東北部。相較於今日行政區，其範圍大致包括金獅村、龍洞村。
本地區西北部與三湖地區交界地帶為全鄉行政中心及經濟中心所在地。

## 歷史
台灣清治末期至日治初期，鴨母坑地區為一街庄，稱為「鴨母坑庄」，隸屬於苗栗一堡。該庄北與二湖庄為鄰，東北及東與南勢坑庄為鄰，南邊為五湖庄，西邊為四湖庄、三湖庄。
1901年（日治明治三十四年）11月，全台廢縣廳改設二十廳，該庄隸屬於苗栗廳。1909年（明治四十二年）10月，合併二十廳為十二廳，該庄改隸屬於新竹廳。1920年（大正九年），廢十二廳改設五州二廳，該庄改制為「鴨母坑」大字，隸屬於新竹州苗栗郡四湖庄。
戰後四湖庄改制為四湖鄉，隸屬於新竹縣，大字亦改制為村。1950年桃、竹、苗分治，四湖鄉改隸屬於苗栗縣。1954年8月3日，四湖鄉因與雲林縣四湖鄉同名，改名為「西湖鄉」。

## 聚落
本地區發展較早的聚落有店仔、東勢窩、闖水窩、北坑、南坑、火燒坪、船底窩等，在日治期初期的官方地圖上已有記載。此外，本地區尚有田窩、榕樹董、黃屋庄、鴨母坑、龍溝窩、杜石地、風爐缺、茶亭、劍門坑、水尾崎、楓樹林、艾坑、半天寮、雷公崁、燥坑、打鐵坑、張屋、江屋（龍洞）等聚落。

## 交通
國道3號又稱「福爾摩沙高速公路」，是貫穿台灣西部的兩條縱向高速公路之一，大致以東北—西南走向蜿蜒經過鴨母坑地區西北端邊界點。境內未設交流道，東北側最近的是省道台6線交會口的後龍交流道，西南側最近的是縣道128號交會口的通霄交流道，由此等進入可快速前往台灣西部國道3號沿線各地。
縣道119號是龍港至三義雙連潭的道路，大致以西北—東南走向穿越國道3號高架橋下再轉北北東—南南西走向經過本地區西北端。由該道路向西北轉北可前往二湖、頭湖、烏眉、龍港並止於省道台61線（西部濱海快速公路）後龍交流道及台6線路口，向南南西可前往東三湖、四湖店、五湖、銅鑼、三義雙連潭並止於縣道130號路口。
鄉道苗28線是東三湖至苗栗的道路，也是西湖市區往東的連外道路，其西側端點位於西湖市區北側的縣道119號路口。由此向東北轉東南東再轉東蜿蜒而行，出邊界後可前往南勢坑、苗栗市區並止於省道台13線路口。
鄉道苗34-2線是東三湖至五湖的道路，也是西湖市區往東南方向的連外道路，其西北側端點位於西湖市區東南側的縣道119號路口。由此向東南蜿蜒而行，出邊界後轉南可前往五湖口並止於鄉道苗34線路口。

## 學校
- 西湖國中
- 西湖國小